# A-348
La carretera A-348 o també anomenada Carretera de la Alpujarra és una via autonòmica andalusa que discorre per la comarca de La Alpujarra, comunica Lanjarón i Almeria per Ugíjar. Es va començar a construir en els anys 30.

## Antecedents
En gran part del seu traçat al llarg de la província d'Almeria, la ruta que ocupa discorre per la vall del riu Andarax. Es té constància que, fins a ben entrat el segle xviii, l'única via de comunicació a la comarca era el jaç sec del riu en si, sempre que la climatologia ho permetés, i del qual es bifurcaven múltiples camins per a persones o animals, però pocs d'ells transitables per a carros. La situació es va mantenir en alguns llocs fins i tot fins al segle XX. El primer esforç per construir una ruta ràpida i que permetés un cert volum de transport de mercaderies va esdevenir a la fi del segle xviii. En aquells dies es van crear dues foses de plom a l'Alcora, avui part del municipi de Canjáyar i de Presidi de Andarax per fer ús de la galena (material preuat) extreta de les proximitats del municipi, la qual cosa creava la necessitat de donar sortida al metall. Es va estar construint fins a principis del segle xix una carretera des d'aquestes foses fins a Benahadux, amb un cost en aquells dies de dos milions i mig de reals, amb la finalitat d'exportar el producte pel port d'Almeria, principalment a Marsella (França), sent emmagatzemat abans en els propers magatzems que la Renda del Plom va construir al barri de la Chanca.

## Termes municipals que creua
- Béznar
- Lanjarón
- Órgiva
- Torvizcón
- Almegíjar
- Cástaras
- Lobras
- Cádiar
- Ugíjar
- Cherín
- Acolea
- Laujar de Andarax
- Fondón
- Almócita
- Padules
- Canjáyar
- Rágol
- Instinción
- Íllar
- Huécija
- Alicún
- Alhama de Almería
- Gádor
- Benahadux